# 素交会
素交会（そこうかい）は、旧民進党のグループ。通称、旧大畠グループ。
菅直人内閣総理大臣・民主党代表の辞意表明を受けた2011年8月の民主党代表選において鹿野道彦農林水産大臣を支持した国会議員を中心として、8月31日に結成された。「素交会」の名称は、陽明学者の安岡正篤の「素心の交」という言葉を引用し、9月14日に鹿野が命名した。
結成に際しては、菅政権下の党執行部と小沢グループの双方から距離を置いていた中間派の議員が参加し、かつて鳩山グループの会長を務めた大畠章宏、鹿野に従い新党みらい結成にも参加した増子輝彦などのベテラン議員や、鹿野の下で農林水産副大臣を務めた篠原孝、筒井信隆、農林水産大臣政務官を務めた吉田公一などの農水系議員が中心であった。鹿野の反新自由主義的姿勢を支持した議員もおり、鹿野をはじめTPPへの参加に慎重な議員が多いとされた。また、羽田グループ出身の保守系議員や、菅グループ出身のリベラル系議員が混在していた。

## 沿革

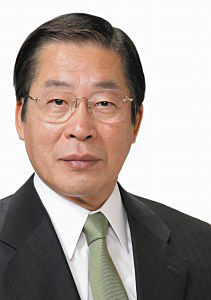
初代会長の鹿野道彦。

### 鹿野会長時代
2011年、民主党内で菅おろしの動きが活発化する中、筒井信隆らポスト菅に鹿野道彦を推す議員らは、6月30日に鹿野擁立を目指す勉強会を開き、8月19日に「鹿野道彦氏に代表選出馬を要請する会」として正式に代表選への出馬要請を行った。これを受けて出馬した鹿野は、1回目の投票で4位に終わったが、海江田万里対野田佳彦の決選投票では、上着を脱ぐ合図で鹿野陣営の議員らに2位の野田に投票するよう指示し、キャスティング・ボートを握って野田を当選に導いた。代表選直後の8月31日、鹿野は自らを支持した議員らと政策グループを設立し、後に「素交会」と命名した。9月に発足した野田内閣では鹿野が農林水産大臣に再任され、前田武志が国土交通大臣として初入閣した。
2012年1月召集の第180回国会では、素交会所属の樋口俊一衆議院議員の公設第一秘書であった人物が、鹿野農林水産大臣から農林水産省顧問に任命されていたことや、筒井農林水産副大臣の主導する対中輸出促進事業の支援で設立された「農林水産物等中国輸出促進協議会」の代表理事に就任していたことが批判され、さらに5月末には在日中国大使館の一等書記官が同事業を通じて農林水産省の機密文書を入手した疑惑が浮上し（李春光事件）、6月の内閣改造では鹿野、筒井と参議院で問責決議を受けた前田が退任することとなった。
9月の代表選では、細野豪志擁立の動きに与したものの、本人の不出馬表明で断念し、会長の鹿野自ら出馬したが、再選を目指す野田が圧勝した。代表選後の内閣改造では素交会からの入閣はなく、党役員人事では鹿野が党副代表に就任した。

### 大畠会長時代

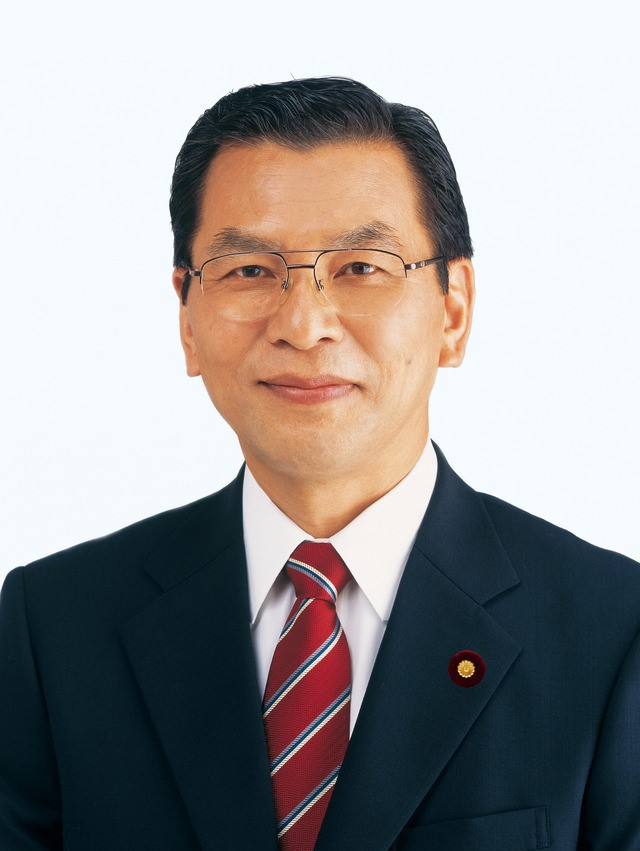
二代目会長の大畠章宏。

12月の第46回衆議院議員総選挙では鹿野を含む多くのメンバーが落選し、12月21日に会長代行の大畠章宏が新会長に選出され、鹿野は名誉会長に就任した。12月の代表選では素交会として海江田を支持し、海江田が当選すると大畠が党代表代行に就任した。2013年7月に第23回参議院議員通常選挙惨敗の責任を取って党幹事長を辞任した細野の後任に大畠が就任した。
2014年12月の第47回衆議院議員総選挙後に行われた2015年1月の代表選では、素交会の中から篠原孝擁立の動きがあったものの、リベラル系の候補者一本化のため断念し、素交会として長妻昭の支持に回った。1回目の投票で長妻は3位に終わり、細野対岡田克也の決選投票では素交会として細野の支持に回ったが、細野は岡田に敗れた。この頃から世代交代が検討され、8月20日の総会で会長を大島敦に交代することとなった。（ただし、マスメディアでは大島の会長就任後も「大畠グループ」として報じられている）

### 大島会長時代

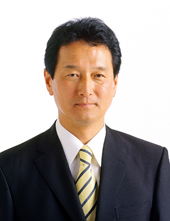
三代目会長の大島敦。

2016年3月に民進党が結成され、7月の第24回参議院議員通常選挙では創設メンバーの増子輝彦が現職閣僚の岩城光英を下して注目を集めた。9月の代表選では、党執行部刷新を求める立場から、素交会としていち早く蓮舫不支持を表明し、その無投票当選阻止に動いた。その後、素交会として前原誠司擁立に動き（背景には事務局長の篠原が前原と野党再編について協議してきたことや、素交会内の憲法9条改正慎重論に配慮して前原が持論を封印したことがある）、会長の大島が前原陣営の選対本部長に就任したが、前原は蓮舫に敗れた。
2017年9月の代表選では、8月1日に素交会として前原を支持する方針を確認し、8月7日の前原の出馬表明に際して改めて支持を確認した。選挙戦では、会長の大島が前原陣営の選対本部長に就任した。前原当選後の党役員人事では、会長の大島が代表代行に内定したが、山尾志桜里の幹事長起用が見送られると、横滑りで幹事長に就任した。
10月の第48回衆議院議員総選挙では、前会長の大畠が出馬せず引退し、9月28日の民進党両院議員総会で希望の党への事実上の合流方針が了承されたことを受けて会長の大島が希望の党公認で出馬する一方、事務局長の篠原は無所属で出馬し、幹部の間で対応が割れた（大島、篠原とも当選した）。10月の民進党代表選後の役員人事では、増子が幹事長、篠原が選挙対策委員長に就任した。
その後、素交会は2018年2月28日に解散。
同年5月7日の国民民主党結成後、9月の国民民主党代表選挙では、グループの元幹事長であった篠原が津村啓介の推薦人となった。

## 所属していた国会議員一覧

### 解散時の構成
歴代役員
| 名誉会長 | 顧問     | 会長     | 会長代行 | 幹事長   | 事務局長 |
| -------- | -------- | -------- | -------- | -------- | -------- |
| （空席） | （空席） | 鹿野道彦 | 大畠章宏 | 中山義活 | 篠原孝   |
| 鹿野道彦 | （空席） | 大畠章宏 | （空席） | （空席） | 〃       |
| 〃       | 大畠章宏 | 大島敦   | （空席） | （空席） | 〃       |
| 〃       | 〃       | 〃       | （空席） | 篠原孝   | （空席） |

衆議院議員
- 大島敦[注 1][注 2]（7回、埼玉6区）
- 篠原孝[注 1][注 3]（6回、長野1区）

参議院議員
- 増子輝彦[注 1][注 4]（3回・衆院3回、福島県）
- 大野元裕[注 1][注 4]（2回、埼玉県）
- 大島九州男[注 1][注 5]（2回、比例区）

その他
- 原中勝征（元日本医師会会長、名誉顧問[75]）

### 解散以前の在籍者
衆議院議員
- 末松義規[注 1] - 第46回衆議院議員総選挙落選後に離脱。後に菅グループに移籍。
- 小山展弘[76][注 1] - 第46回衆議院議員総選挙落選後に離脱。第47回衆議院議員総選挙当選後は自誓会に移籍。第48回衆議院議員総選挙落選後は復会。解散後に一丸の会に参加。

参議院議員
- 田名部匡代[注 1] - 自誓会設立参加に伴い、離脱。

その他
- 中津川博郷[注 1] - 2012年7月に民主党除籍。
- 小泉俊明[注 1]、小林興起[注 1] - 2012年8月に民主党除籍。
- 和嶋未希[注 1] - 2012年10月に民主党離党。2012年酒田市長選に無所属で出馬し落選。
- 川村秀三郎[注 1] - 2013年8月に民主党離党。2014年宮崎県知事選に無所属で出馬し落選。
- 大泉博子[注 1] - 2013年9月に民主党離党。
- 樋口俊一[注 1] - 2013年10月に民主党離党。その後の所属はおおさか維新の会。
- 楠田大蔵[注 1] - 2014年2月に民主党離党。同年11月に復党。2017年10月に希望の党に合流。2018年1月に希望の党離党。
- 佐々木隆博[注 1]、生方幸夫[注 1] - 2017年10月に民進党離党。
- 筒井信隆[注 1]
- 白眞勲[注 1]

### その他国政選挙落選・引退者
※は、国政選挙落選者、◆は、政界を引退した者。括弧内は、議員でなくなった時点での議会所属。
- 鹿野道彦[注 1]※（衆・山形1区）
- 大畠章宏[注 1]◆（衆・茨城5区）
- 石田勝之[注 1]※（衆・埼玉2区）
- 松崎公昭[注 1]※（衆・千葉8区）
- 池田元久[注 1]※（衆・神奈川6区）
- 中山義活[注 1]※（衆・東京2区）
- 吉田公一[注 1]※（衆・比例東京）
- 梶原康弘[注 1]※（衆・兵庫5区）
- 大西孝典※（衆・比例近畿）
- 古賀一成◆（衆・比例九州）
- 前田武志[注 1]※（参・比例区）

## 政治資金収支報告書の記載
| 年                 | 本年収入額  | 会費納入者数 | 備考   |
| ------------------ | ----------- | ------------ | ------ |
| 2011年（平成23年） | 95万6000円  | 42人         | [ 77 ] |
| 2012年（平成24年） | 296万3045円 | 41人         | [ 78 ] |
| 2013年（平成25年） | 151万6137円 | 17人         | [ 79 ] |
| 2014年（平成26年） | 186万3071円 | 14人         | [ 80 ] |
| 2015年（平成27年） | 239万8773円 | 19人         | [ 81 ] |
| 2016年（平成28年） | 162万8089円 | 19人         | [ 82 ] |
| 2017年（平成29年） | 120万2058円 | 18人         | [ 83 ] |